# 鈴木哲雄 (仏教学者)
鈴木 哲雄（すずき てつお、1934年 - ）は、日本の仏教学者、博士。愛知学院大学名誉教授。

## 来歴
静岡県生まれ。1957年静岡大学教育学部国語科卒業。中学教諭を経て、1969年駒澤大学大学院人文科学研究科博士課程満期退学。愛知学院大学文学部助教授を経て教授に就任。
1985年『南宗禅の発展過程の研究 』で博士号（文学、駒澤大学）取得。
静岡県の曹洞宗福王寺住職。
著書に『乾坤院本伝光録（東土篇）研究』『中国禅宗寺名山名辞典』『唐代の禅僧・雪峰～祖師禅を実践した教育者』『宋代禅宗の社会的影響』『中国主要地名辞典 - 隋～宋金』など。

## 受賞
- 1973年 日本印度学仏教学会賞[4]

## 著書
- 「国立国会図書館サーチ」を参照

### 論文
- CiNii>鈴木哲雄
- INBUDS>鈴木哲雄